# Hannes Feise
Hannes Feise (* 5. Juni 1996 in Neustadt am Rübenberge) ist ein deutscher Handballspieler. Der Rechtshänder spielt auf der Position Linksaußen. Er ist 2,00 m groß und wiegt 92 kg. Sein aktueller Verein ist die TSV Hannover-Burgdorf.

## Karriere
Hannes Feise begann beim Garbsener SC Handball zu spielen und schloss sich später dem TSV Hannover-Anderten an. 2013 wechselte er als A-Jugendlicher zur TSV Hannover-Burgdorf.
Von der Saison 2014/15 bis zur Saison 2016/17 spielte Feise sowohl für die dritte Männer-Mannschaft in der Verbands- bzw. Handball-Oberliga (Deutschland) als auch für die zweite in der 3. Liga (Handball).
In der Saison 2017/18 debütierte er im Alter von 21 Jahren unter Trainer Antonio Carlos Ortega in der Handball-Bundesliga. In der Folgesaison kam er dann vermehrt zum Einsatz, so u. a. auch im EHF Europa Pokal, in dem er insgesamt zwei Treffer erzielte.
Sein Vertrag läuft bis zum 30. Juni 2026.

## Saisonbilanzen
| Saison    | Verein                | Spielklasse | Spiele | Tore | Feldtore | 7-Meter |
| --------- | --------------------- | ----------- | ------ | ---- | -------- | ------- |
| 2017/18   | TSV Hannover-Burgdorf | Bundesliga  | 11     | 0    | 0        | 0       |
| 2018/19   | TSV Hannover-Burgdorf | Bundesliga  | 25     | 11   | 11       | 0       |
| 2019/20   | TSV Hannover-Burgdorf | Bundesliga  | 23     | 9    | 9        | 0       |
| 2017–2020 | gesamt                | Bundesliga  | 59     | 20   | 20       | 0       |

Stand: 1. März 2020

## Erfolge
- Verein
  - Einzug ins Endspiel des Final Four im DHB-Pokal 2017/18
  - Einzug ins Final Four im DHB-Pokal 2018/19
  - Einzug ins Viertelfinale im EHF-Pokal 2018/19

- Sonstiges
  - 2013: Vizemeister des Länderpokals mit dem HVN-Jahrgang '96[5]
  - 2015: Erreichen des Halbfinals zur Deutschen Meisterschaft der A-Jugend